# Gant du soir
Les gants du soir sont des gants longs portés par les femmes comme accessoires à des vêtements de cérémonie, généralement pour une tenue telle qu'une robe de soirée ou une robe de mariée.
Parmi eux, les gants du soir les plus longs sont appelés « gants d'opéra » et ont une longueur variable qui va du milieu du haut du bras jusqu' à l'épaule (entre 60 et 80 centimètres). Les gants qui couvrent  l'avant-bras, jusqu'au coude, peuvent légitimement être appelés « gants longs » ou « gants du soir » mais ils ne peuvent jamais être considérés comme « gants d'opéra ». Dans ce cas, le terme « opéra » est le même que « collier de longueur d'opéra» et se réfère à la longueur de l'objet plutôt qu'au type de fête.
De nombreuses robes de cérémonie occidentales sont dérivées de costumes rituels chrétiens, en particulier de l'Église catholique, où les rituels sont strictement prévus et il était alors nécessaire de réduire l'exposition de la peau. En réponse à cette tendance, dans le monde occidental, les robes à manches courtes ou sans manches telles que le code vestimentaire de nuit doivent être portées avec de longs gants jusqu'au coude, notamment lors d'événements officiels et de réunions mondaines . Par conséquent, le gant du soir a une forte signification en tant qu' accessoire soigné à l'occasion d'une sortie ou dans un lieu de réunion et on dit que c'est un accessoire sophistiqué d'une femme distinguée.
Les gants du soir pour femmes sont disponibles en trois longueurs pour les femmes : au delà du poignet (environ 30 à 35 centimètres), jusqu'au coude (environ 40 à 45 centimètres) et de longueur « opéra », soit au-dessus du coude, atteignant la hauteur du biceps (soit entre 55 à 60 centimètres) mais pouvant aussi recouvrir toute la longueur du bras (environ 80 centimètres).
Les gants de longueur « opéra », les plus coûteux, sont fabriqués sur mesure par des artisans spécialisés en cuir de chevreau blanc. Leur coût est supérieur à 300 euros, pour ceux fabriqués dans les pays de l' Europe de l'Ouest. 
De nombreux autres types de cuir, le plus souvent des variétés molles de peau de vache ou d'agneau, sont utilisés dans la fabrication de gants de longueur d'opéra ; les gants réalisés en cuir lisse (en agneau, par exemple) et en cuir suède (aspect « daim ») sont des alternatives à la peau de chevreau et sont souvent plus abordables.
Les gants longs en matériaux satinés, parfois extensibles, sont peu coûteux et populaires et il existe également des variétés produites en série, notamment dans les pays asiatiques. Les matériaux de gants peu habituels comprennent les cuirs à base de saumon, de python et de galuchat.
Les gants du soir se différencient des gants dits " Saxe " par leur longueur. En effet, les gants " Saxe" qui sont des gants légèrement évasés à leur base sont d'une longueur qui couvre normalement la main ainsi que le poignet, soit environ d' une longueur d'environ 22 à 25 centimètres (soit, en longueur anglaise, entre 8, 6 et 9,8 pouces). 

## Histoire

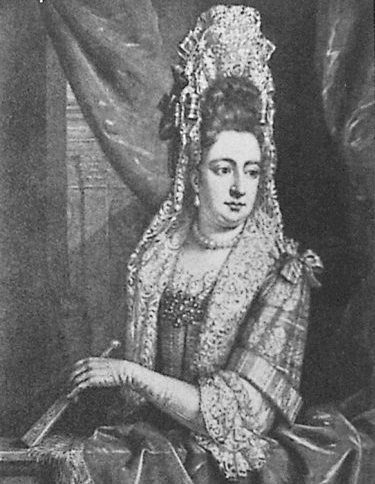
Portrait de Mary II portant des gants vers 1690.

### Monde occidental
Alors que l'étymologie du terme « gant d'opéra » est inconnue, des gants de longueur au-dessus du coude ont été portés depuis au moins la fin du XVIIIe siècle et des gants allant en dessous du coude ont été portés par les femmes dans les pays occidentaux depuis le XVIIe siècle. Dans une gravure existante de la reine Mary II d'Angleterre datant des années 1690, elle est représentée portant des gants jusqu'aux coudes. Les gants au-dessus du coude ont d'abord été populaires pendant la période napoléonienne (vers 1800–1825) et ont perdu de leur popularité au début et au milieu de l'époque victorienne (vers 1830–1870) mais ont connu leur plus grande vogue dans les deux dernières décennies du XIXe siècle et les années avant le début de la Première Guerre mondiale. Pendant cette période, ils étaient un accessoire de rigueur pour les tenues de jour et de soirée ; même certains maillots de bain étaient accessoirisés avec des gants d'opéra. L'étiquette considérait que les gants étaient des accessoires obligatoires pour les hommes et les femmes des classes supérieures. Il était donc anormal de voir une femme bien habillée lors d'une occasion publique sans la voir avec des gants de quelque sorte que ce soit. Selon plusieurs historiens de la mode, les gants au-dessus du coude ont été re-popularisés à la fin du XIXe siècle par les actrices Sarah Bernhardt en France (pour habiller ses bras qu'elle considérait trop minces) et Lillian Russell aux États-Unis.

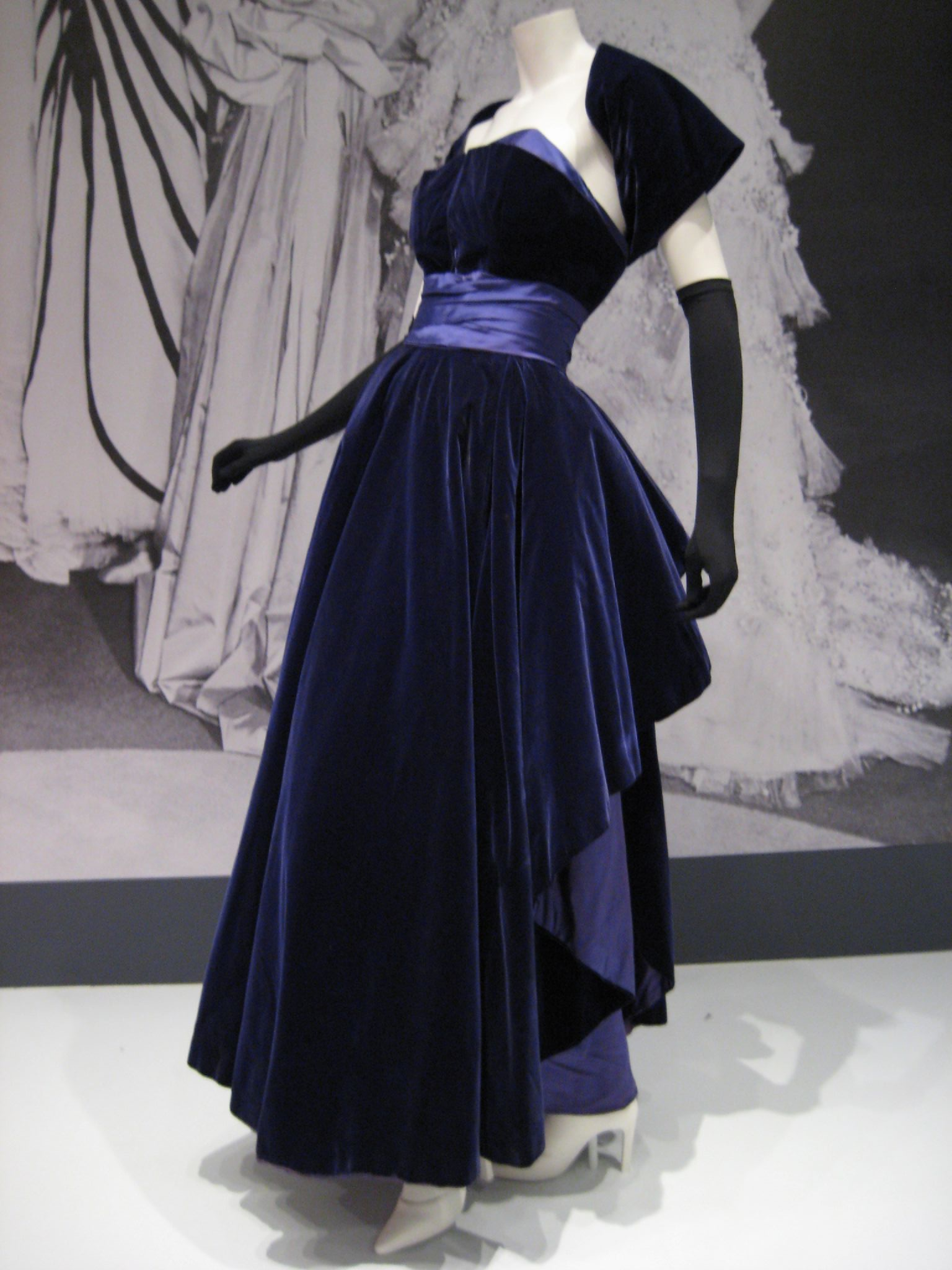
Robe et gants du soir Christian Dior, présentée au musée d'art d'Indianapolis.

Le gant d'opéra a connu une popularité variable au cours des décennies qui ont suivi la Première Guerre mondiale, étant le plus répandu comme accessoire de mode dans les années 1940 jusqu' au début des années 1960. Il continue de nos jours à être populaire auprès des femmes qui souhaitent ajouter une touche particulièrement élégante à leur tenue. Il a connu des reprises mineures dans le design de mode à plusieurs reprises, étant populaire dans les collections de haute couture à la fin des années 2000.
Les gants d'opéra continuent d'être des accessoires populaires pour les robes de mariée, de bal, de débutante, de quinceañera et lors de bals réputés. Les gants d'opéra blancs sont toujours obligatoires pour les bals de débutantes  au bal de l'opéra de Vienne. Au fil des siècles, les styles et la mode ont changé. Mais la seule constante qui lie la première débutante en Angleterre à la débutante moderne aux États-Unis est le port de gants d'opéra en peau de chevreau blanc au-dessus du coude. Le « gant Debutante » est reconnu depuis plus d'un siècle comme l'un des symboles les plus importants de la féminité de la classe supérieure.
Le gant d'opéra est parfois porté par des artistes tels que des danseurs de french cancan et des artistes burlesques en particulier lors de l'exécution d'un strip-tease en robe et gant. Dans la culture populaire, les images les plus connues incorporant des gants d'opéra sont probablement celles de Rita Hayworth dans Gilda (1946), Marilyn Monroe dans Les hommes préfèrent les blondes (1953), Cendrillon dans le film du même nom de Disney en 1950 et Audrey Hepburn dans Diamants sur canapé.

### Japon
Au Japon, certaines femmes portent des gants longs toute la journée en été, pour protéger l'irojiro (色 白) idéal, ou la peau claire, qui représente la beauté, la grâce et un statut social élevé (ainsi que la pureté et la divinité dans les religions locales) et éviter toute forme de bronzage.

## Les types

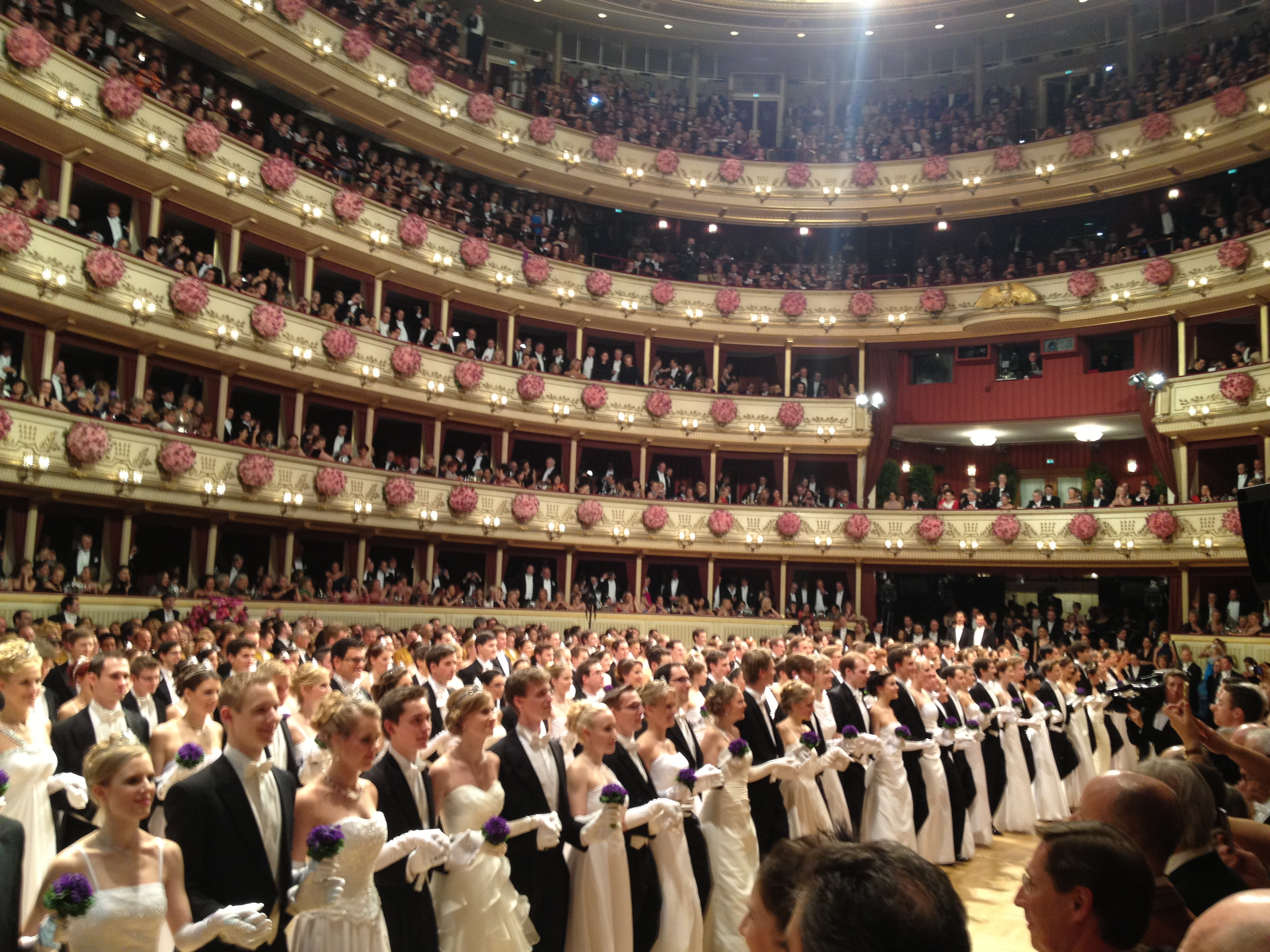
Entrée des Débutantes pendant l'ouverture du bal à l'opéra de Vienne (2014).

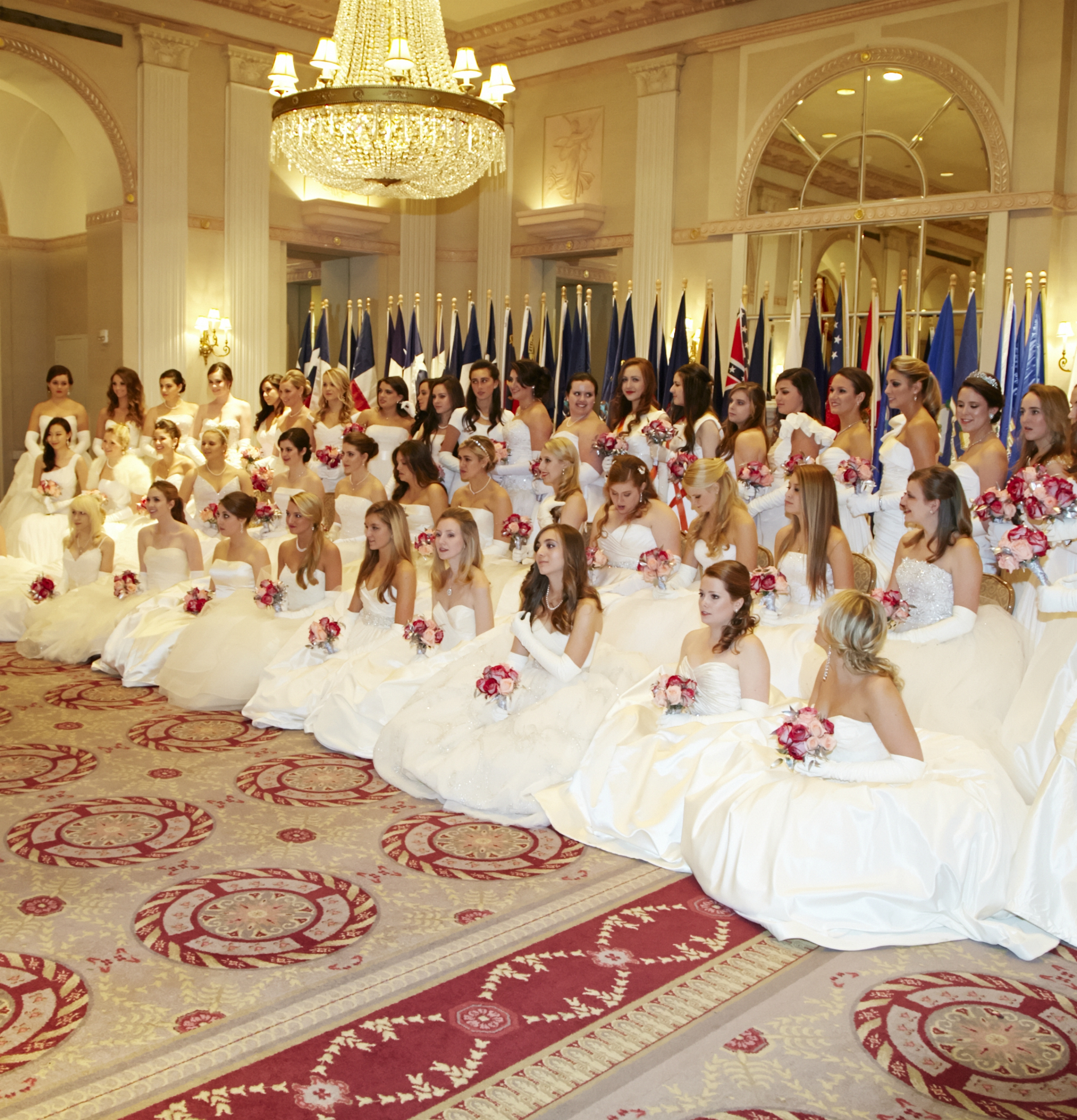
58ème Bal International des Débutantes à New York (hôtel Waldorf-Astoria) en 2012.

### Mousquetaire
Le type de gant d'opéra le plus connu, le mousquetaire, porte ce nom en raison de l'ouverture au niveau du poignet (le plus souvent environ sept centimètres de long) qui est fermée par trois (généralement) boutons ou fermetures à pression, le plus souvent en perle ou en certains matériaux y ressemblant. Le mousquetaire est à l'origine dérivé des gantelets portés par les mousquetaires français des XVIe et XVIIe siècles. Selon Ambrose Bierce dans The Devil's Dictionary  paru en 1911 : « Mousquetaire, n.commun : gant long couvrant une partie du bras. Porté dans le New Jersey. Mais « mousquetaire » est une mauvaise façon de traduire muskeeter. »
Les gants mousquetaire ont des boutons au poignet afin que le porteur puisse les ouvrir et glisser sans difficultés sa main sans enlever le gant. La section des doigts pouvait être repliée et gardée à l'écart. C'est ainsi que les femmes portaient des gants en mangeant. Après le repas, ils remettaient leurs mains dans les gants, généralement pour le reste de la soirée. Au cours du XIXe siècle, en particulier à partir des années 1860, les gants ont été conçus de manière à s'adapter très étroitement sur les mains et les bras — si étroitement, en fait, qu'il était souvent nécessaire d'utiliser des aides telles que la poudre de talc et des crochets pour boutonnières pour mettre ses gants. À l'époque, il était considéré comme un peu grossier de mettre ou de retirer ses gants complètement en public et les femmes s'assuraient de mettre leurs gants dans l'intimité de leur maison avant de se rendre à un événement. L'ouverture et la fermeture du gant mousquetaire pour les gants longs pour femmes semble être devenue la plus populaire à l'époque victorienne. Précédemment, pendant la période napoléonienne puis le retour du roi en France, les gants longs pour femmes étaient souvent conçus pour s'adapter librement sur le bras et étaient souvent portés sous le coude ou retenus sur les biceps avec une sangle en forme de jarretière. Il est à noter que dans la version cinématographique de 2005 d'Orgueil et Préjugés, Rosamund Pike et plusieurs autres actrices portent des gants de longueur d'opéra avec des liens de serrage en haut du gant, mais ce n'est peut-être pas une représentation exacte du style des gants longs à cette époque ; en effet, les dessins de mode de l'époque ne semblent pas montrer des gants avec des liens de type cordon mais montrent souvent des femmes portant des gants tenus par des bretelles ou des rubans en forme de jarretière.
Dans la période des années 1930 jusqu'au début des années 1960, le gant du soir a été adapté pour être porté avec certaines tenues de détente et de haut de gamme pour le soir ou pour des ensembles peignoir. Ces gants étaient généralement fabriqués à partir du même nylon transparent léger, de la rayonne ou de la soie que l'ensemble de lingerie dans une couleur assortie ou complémentaire et toujours au-dessus de la longueur du coude. Ces gants ont été introduits pour apporter la mode des mains couvertes dans la chambre à coucher et protéger la peau pendant le sommeil et les loisirs. Bien que peu répandus, ces gants de couchage étaient un élément recherché des ensembles de chambre à coucher les plus chers. Étant donné la prévalence des gants dans la mode féminine du milieu du XXe siècle, une femme qui ajoutait des gants de couchage à sa garde-robe portait des gants dans la journée, à tout moment.

## Tailles de gants
La longueur des gants du soir est souvent faite en pouces anglais (un pouce étant égal à 2,54 centimètres) mais elle peut être aussi calculée selon une vieille unité de mesure française, appelée « bouton ». Le « bouton » est une ancienne unité de mesure française, mise au point avant la Révolution et était une partie d'une autre mesure, le « pied de Charlemagne », qui correspond à environ 31,35 centimètres, ce pied étant un peu augmenté en longueur en 1668 par décision de Jean-Baptiste Colbert, contrôleur général des Finances, secrétaire d'État à la Maison du Roi et secrétaire d'État à la Marine. En effet, la longueur du pied français, à cette date, passe ainsi à environ 32,48 centimètres et devient une unité de mesure dénommée alors également " pied du roi " et cette mesure reste sans changement, jusqu'à la loi du 7 avril 1795 votée par la Convention instaurant le système métrique en France, adopté obligatoirement sur le territoire métropolitain et dans les colonies en 1800. La mesure d'un « bouton » pour la longueur d'un gant est en fait un douzième de ce « pied », soit environ 2,70 centimètres. 
Selon le calcul fait en longueur de type " bouton ", les gants allant jusqu'au niveau du poignet sont généralement des huit " boutons ", soit environ 22 centimètres. Ceux qui recouvrent l'avant-bras jusqu'au coude, sont de 16 " boutons ", soit environ 44/45 centimètres. Les gants recouvrant l'avant-bras et allant jusqu'au milieu du biceps sont de 22 " boutons ", soit environ 59/60 centimètres. Quant aux gants dont la longueur totale va jusqu'aux épaules, ils ont environ une longueur de 30 " boutons ", soit environ 80 centimètres. 
Dans tous les cas où l'unité de mesure retenue par le fabricant est le pouce anglais (ce qui est la très grande majorité des cas), les longueurs des gants sont légèrement plus courtes pour environ 6 % en moins, au vu de la différence du pouce anglais - 2,54 cm - et du " bouton " français - environ 2,70 cm. 
En ce qui concerne la largeur des gants, la mesure devrait se faire en centimètres, tout au moins pour tous les pays ayant adopté le système métrique, notamment la France, depuis son adoption définitive en 1800 et au vu du fait que c'est un gantier français, Grenoblois, Xavier Jouvin, qui avait défini les modèles-types de gants, établis selon 32 modèles avec un maximum de 322 largeurs différentes et qui étaient indispensables pour la réalisation de la « main de fer » ou emporte-pièce, créée par ce même gantier, avec un brevet déposé en 1834. De telles mesures avaient faites en centimètres et en millimètres, selon le système métrique rendu obligatoire en France et dans ses colonies. Mais l'importance du monde anglophone - pays du Commonwealth, États-Unis - et d'autres pays ne reconnaissant pas le système international de type métrique, est tel que les mesures de gants se font dans le monde entier, en pouce anglais. Pour calculer la largeur de gants, il convient de faire le tour de la main la plus large, avec un mètre souple, au niveau des jointures, en excluant le pouce et de lire ensuite la mesure en centimètres. La mesure ainsi obtenue doit alors être divisée par 2,54 afin de connaître alors la taille du gant, en pouce anglais.
Généralement, un gant de soirée est considéré comme un véritable gant « opéra » si sa longueur en pouces anglais ou en " bouton " atteint le milieu du biceps sur le bras de la personne qui porte ce gant (soit au minimum un gant de 55 centimètres en longueur ou l'équivalent en pouces anglais). Le gant qui recouvre la longueur totale de l'avant-bras et le bras a une longueur d'environ 80 centimètres. Par conséquent, une femme ayant un avant-bras court porte un gant « opéra » avec une différence de longueur par rapport à une femme disposant d'un avant-bras long. La différence entre ces longueurs pourra atteindre plusieurs centimètres pour un gant de type opéra qui doit recouvrir l' avant-bras et le milieu du haut du bras. La partie relative à la longueur du gant allant au-delà du coude est donc la spécificité du gant de type opéra.
Quant aux gants qui couvrent une partie de l'avant-bras ou tout l'avant-bras, ils sont appelés " gants mi-longs ". Ils ont une longueur d'environ 13 à 15 " boutons " (pour ceux qui recouvrent seulement la moité de l'avant-bras) ou avec une longueur d'environ 17 à 19 " boutons " (pour tout l'avant-bras) mais il convient de préciser que ces deux types de gants ne peuvent, en aucun cas, être considérés comme des gants « opéra ».

## Étiquette des gants
L'étiquette concernant l'utilisation des gants habillés indique :
- N'apparaissez pas en public sans gants[12].
- Les gants doivent être considérés comme faisant partie intégrante de la tenue[13].
- Les gants doivent être gardés pour serrer la main, danser ou présenter la main pour s'embrasser, mais pas pour dîner[14].
- La longueur de tous les gants doit être adaptée au vêtement porté : plus la manche est courte, plus le gant est long. Par conséquent, les gants d'opéra sont utilisés correctement avec des robes de cocktail sans manches, avec des robes à manches courtes ou avec des robes de soirée sans bretelles, sans manches ou à manches courtes. Les événements tels que des mariages nécessitent des gants qui vont au moins jusqu'au coude[15].
- Les femmes ne portent pas de gants courts à une réunion où les hommes portent une queue de pie[16].
- Le blanc, l'ivoire, le beige et le taupe sont les couleurs traditionnelles des gants d'opéra et conviennent à presque toutes les occasions où des gants d'opéra sont portés. Les gants d'opéra de couleur noire ne doivent pas être portés avec des robes blanches ou de couleur claire, mais uniquement des vêtements de couleur foncée ou de couleur vive[17].
- Les bracelets peuvent être portés sur des gants mais non des bagues.

## Galerie

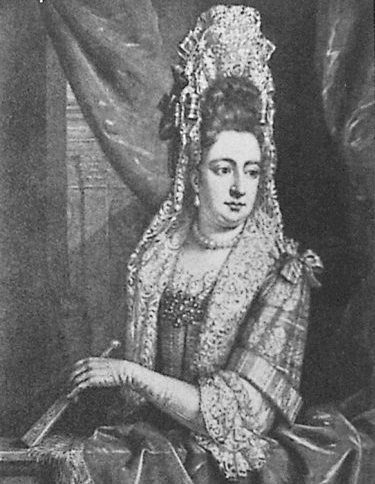
Marie II, 1688.
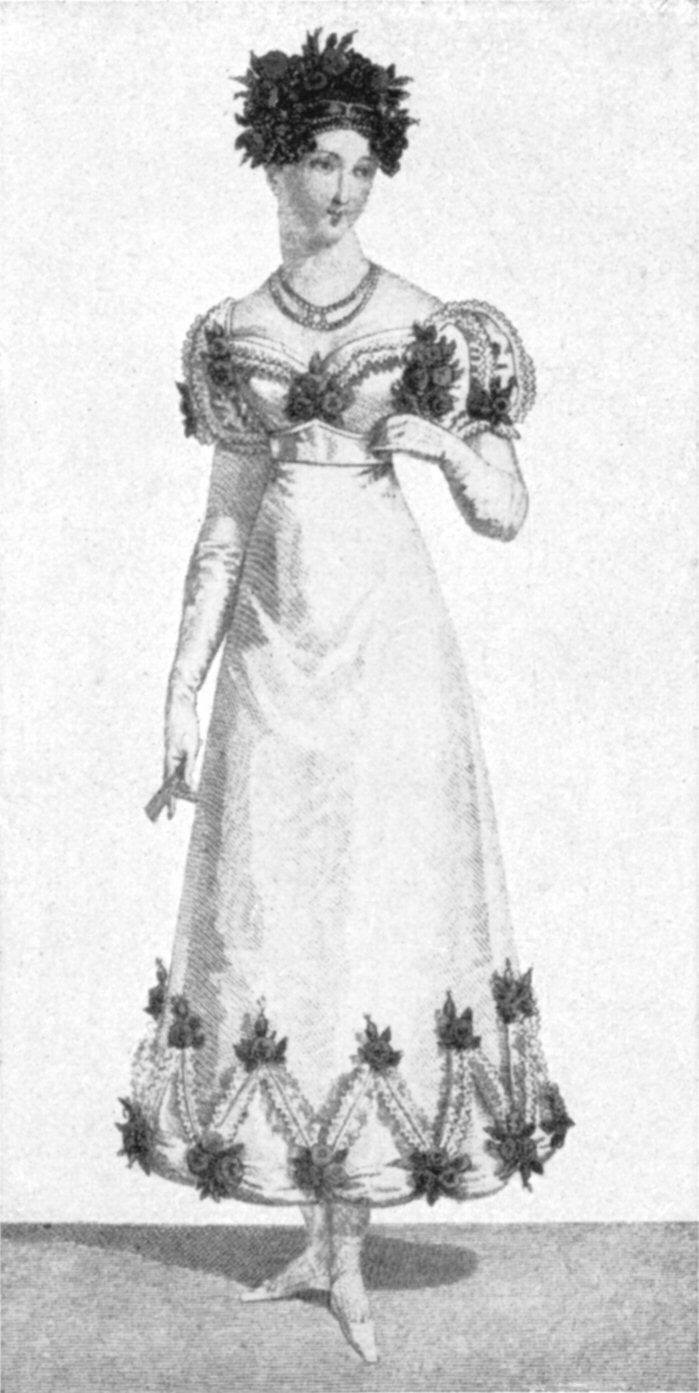
Femme avec gants opéra, 1820.
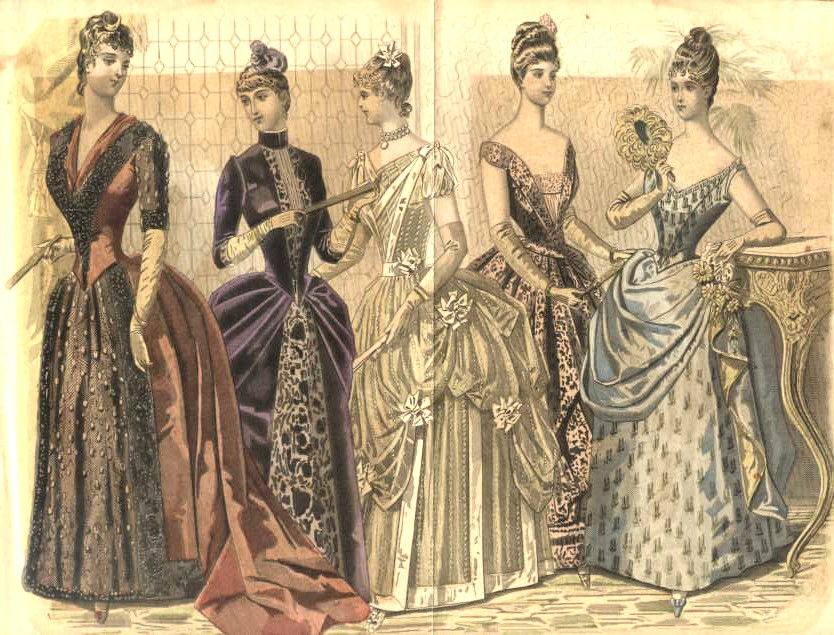
Femmes avec des gants longs (Peterson's Magazine (en)), 1888.
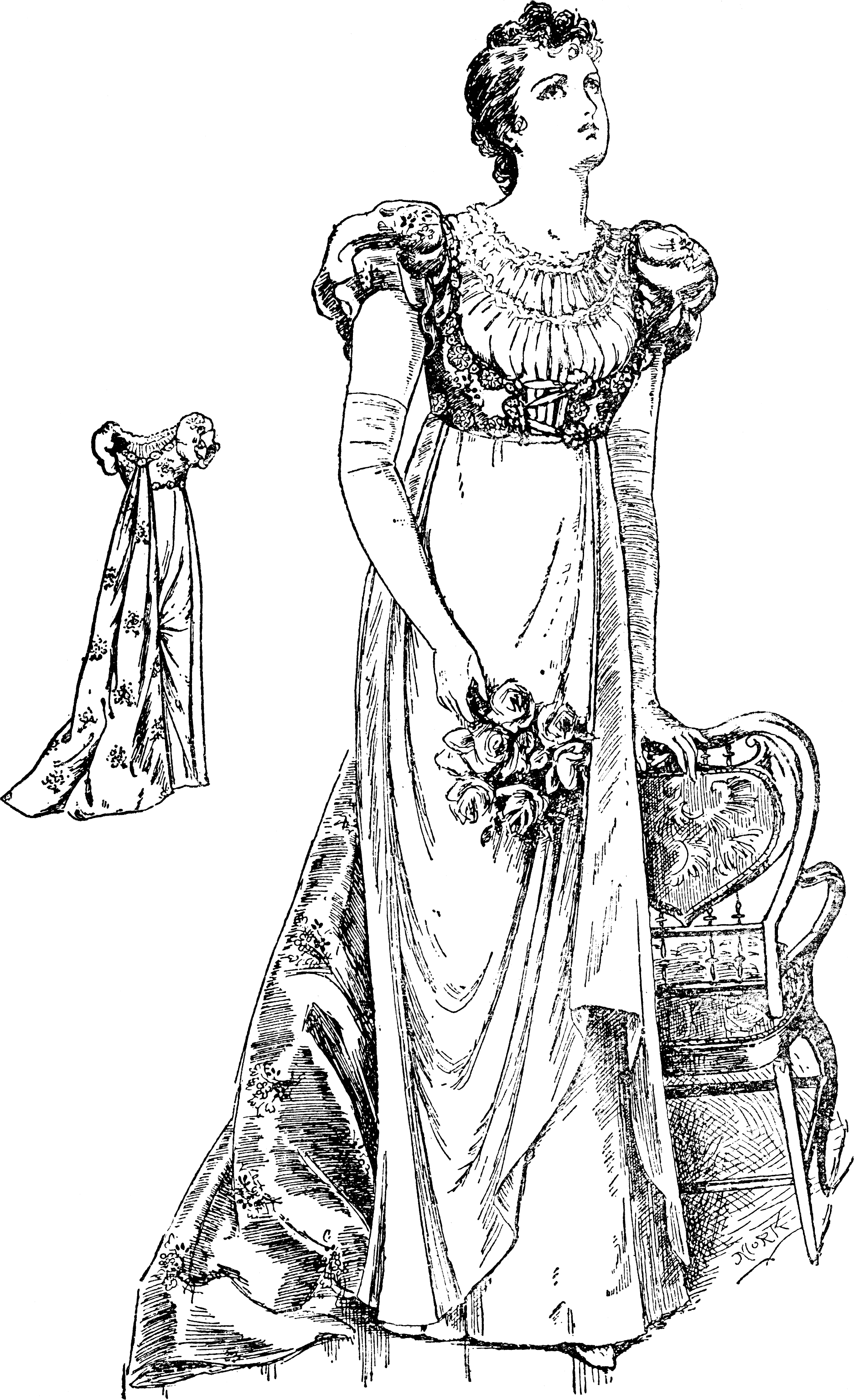
Femme avec gants opéra (XIXe siècle)
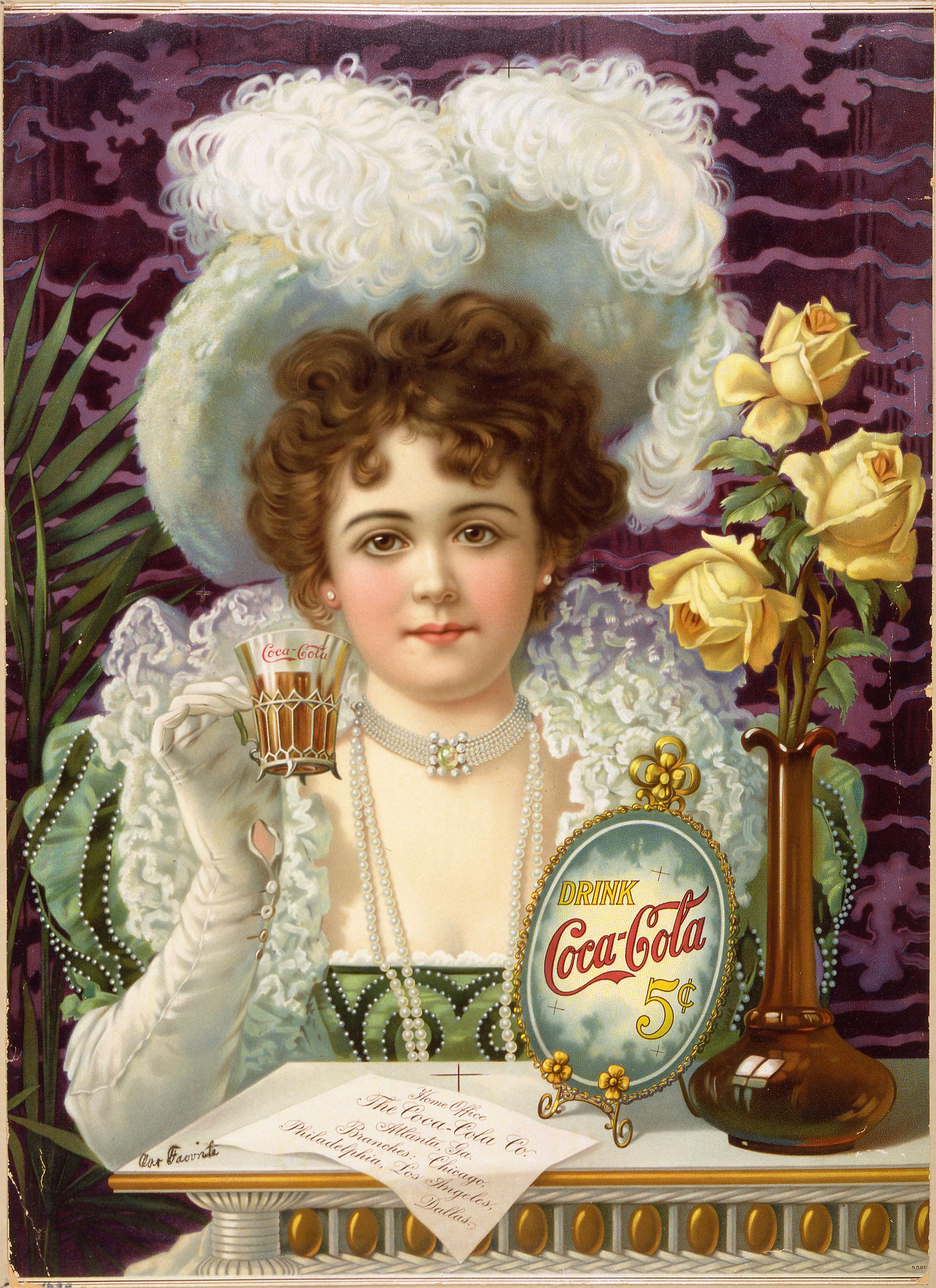
Publicité Coca-Cola vers 1900.
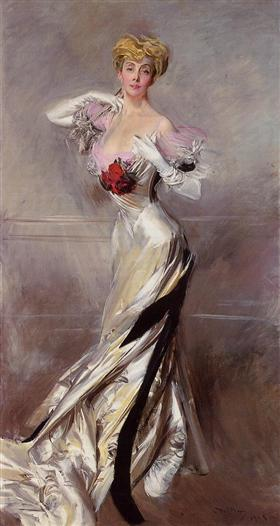
Portrait de la comtesse Zichy par Giovanni Boldini, 1905.
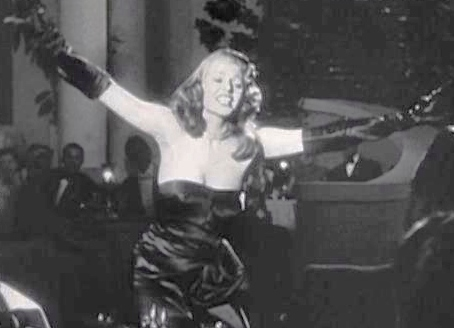
Rita Hayworth dans la bande-annonce de Gilda en 1946.
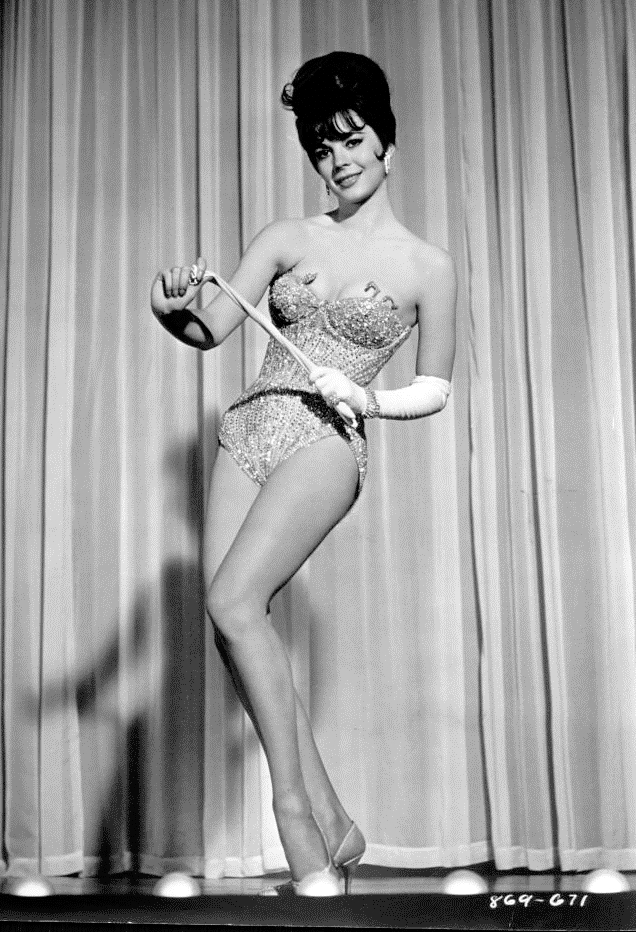
Natalie Wood jouant la stripteaseuse Gypsy Rose Lee dans Gypsy, Vénus de Broadway en 1962.
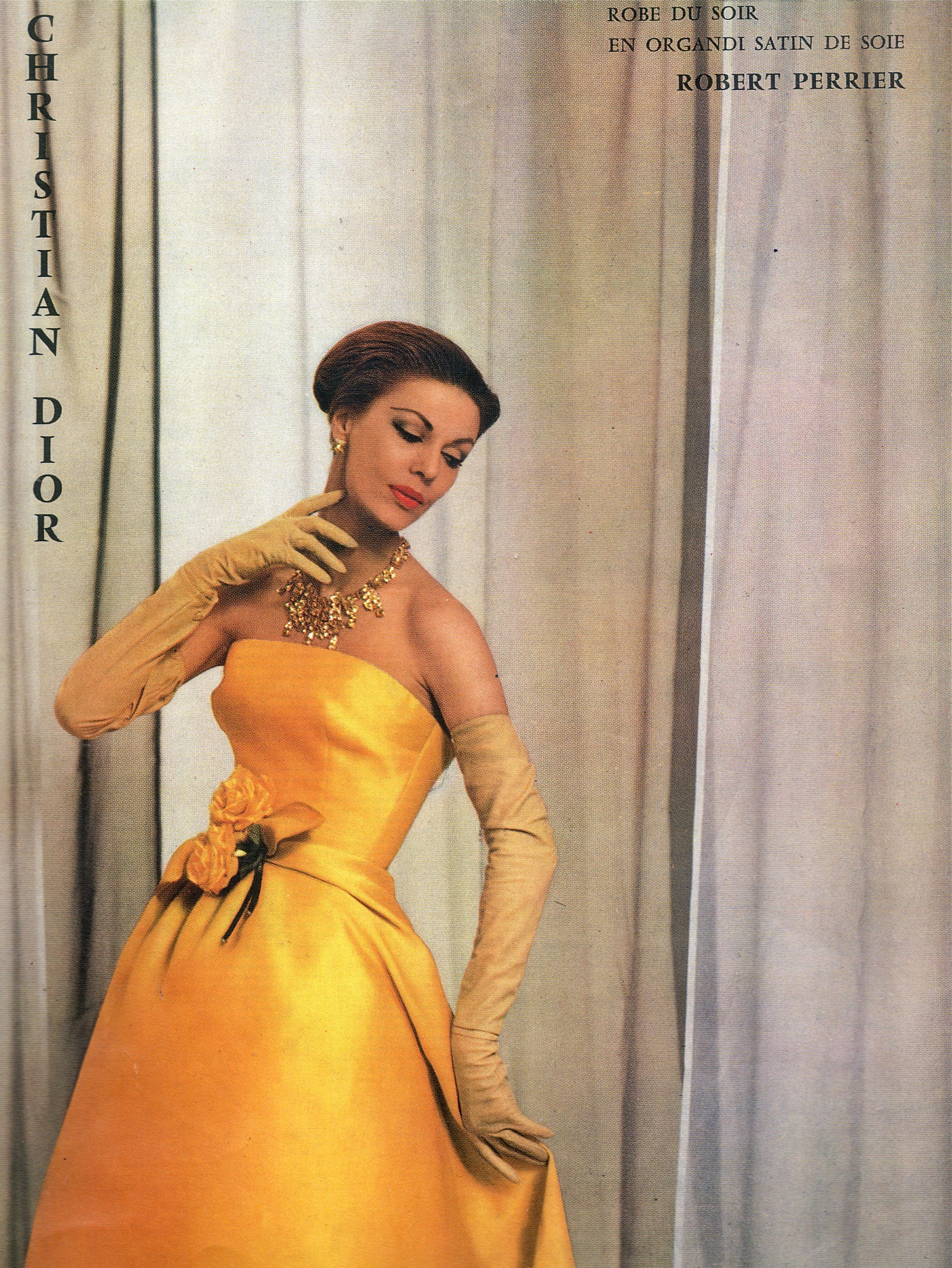
Robe et gants de soirée, publicité pour Christian Dior.
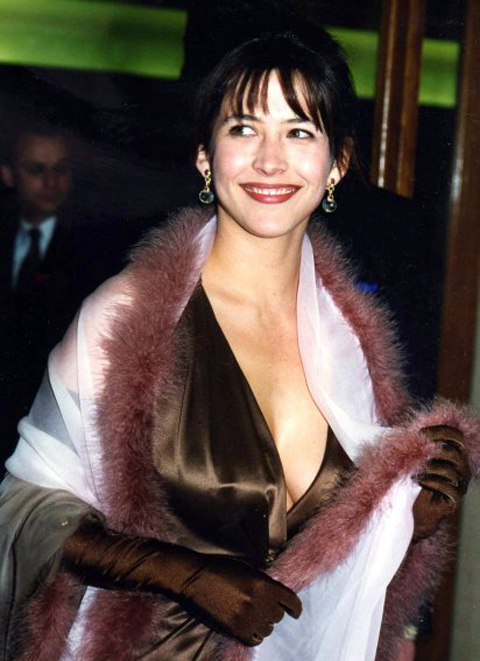
Sophie Marceau portant des gants de soirée, 1996.
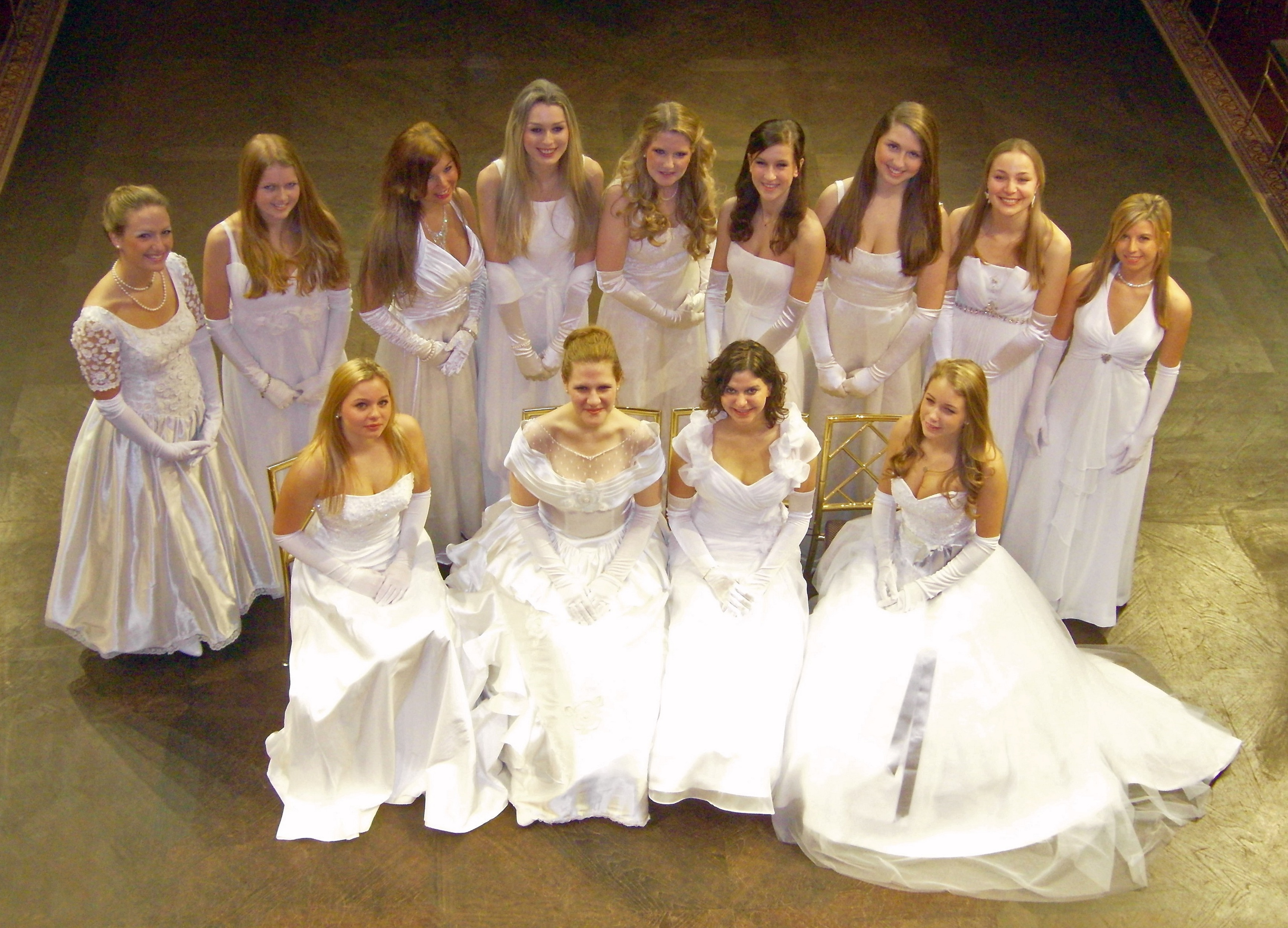
Jeunes femmes lors de bal (Debutante, 2012).